# Ясениця (притока Дністра)
Ясени́ця (інша назва — Ясеничка) — річка в Україні, у межах Самбірського району Львівської області. Права притока Дністра (басейн Чорного моря).

## Опис
Довжина Ясениці 15 км, площа басейну 78 км². Ясениця — типово гірська річка. Дно кам'янисте, течія швидка. Нерідко бувають паводки.

## Розташування
Річка бере початок біля села Розлуч, на північному схилі гори Розлуч (933 м). Тече в межах масиву Верхньодністровські Бескиди (Українські Карпати) через такі села: Розлуч, Ясениця-Замкова і Лопушанка-Хомина. Впадає у Дністер між селами Лопушанка-Хомина і Стрілки.

## Притоки
- Перева (ліва); Бердо, Лопушанка (праві).

Майже по всій своїй довжині Ясениця протікає вздовж залізниці та автодороги Львів — Самбір — Турка — Ужгород. Крім того попри річку тягнуться три досить великі села. Усе це вкрай негативно впливає на екологічний стан річки.